# Waltz of the Wizard
Waltz of the Wizard è un videogioco sandbox di genere avventura e azione creato e pubblicato da Aldin Dynamics esclusivamente per la realtà virtuale.
Il gioco viene pubblicato originariamente il 31 maggio 2016 come demo gratuita sulla piattaforma Steam. Venne poi creata la versione completa che prese il nome di Waltz of the Wizard: Extended Edition, mentre la versione demo fu rinominata Waltz of the Wizard (Legacy demo).
Il giocatore veste i panni di uno stregone capace di utilizzare diversi tipi di magie e artefatti con cui può interagire liberamente tramite la realtà virtuale.
Il 10 luglio 2019 venne pubblicata l'espansione Natural Magic che aggiunge più magie utilizzabili dal giocatore e una nuova modalità in cui il giocatore può avventurarsi in un labirinto pieno di pericoli per rivelare i segreti di un'antica civiltà.

## Gameplay
In Waltz of the Wizard: Natural Magic il giocatore si trova all'interno di una torre piena di misteri e oggetti magici. Le prime cose che si trova davanti sono un calderone e un assortimento di ingredienti che vanno da radici e piante a strani bulbi oculari e gemme preziose.
Mescolando e provando diverse combinazioni è possibile creare sfere contenenti varie stregonerie che, una volta inserite nel calderone, potranno essere utilizzate dal giocatore. Alcuni esempi sono le capacità di far muovere tutti gli oggetti nella stanza con una sola mano, trasformare qualsiasi cosa venga toccata in una rana che salterà intorno alla stanza o disegnare nell'aria.
Durante le sue avventure da mago novizio il giocatore sarà accompagnato da un simpatico teschio vivente, chiamato Skully, che dà consigli su cosa fare.
Al di fuori della torre si trova il cortile, una zona aggiunta nella versione completa del gioco. In quest'area non è possibile utilizzare le magie già conosciute, che vengono sostituite dalla cosiddetta magia naturale, una forma più primordiale di magia che può essere plasmata a piacimento: le singole particelle possono essere infatti lanciate addosso ad un oggetto per poterlo muovere liberamente, oppure possono essere concentrate in oggetti come spade, scudi e tanto altro.
Dal cortile è possibile accedere al labirinto, un intricato sistema di stanze pieno di golem di pietra e altri pericoli. Il compito del giocatore è quello di superare i livelli del labirinto e ottenere tutti i pezzi di un mosaico.

## La Torre
La prima zona del gioco è la Torre, una singola stanza circolare in cui il giocatore si trova all'inizio del gioco. Al centro di essa è presente un tavolo a forma di mezzaluna, sopra il quale sono presenti gli elementi fondamentali per creare e utilizzare le magie.

### Il tavolo delle magie
Sul tavolo sono presenti un calderone, uno scaffale di legno dove sono poste le magie, tre cerchi di pietra con sopra vari ingredienti e altre cose. Per creare una magia basta lanciare all'interno del calderone una qualsiasi combinazione dei seguenti ingredienti: Gemma verde, rossa o viola, bulbo oculare, radice, pozione gialla o rossa. Gli ingredienti appartengono a 3 categorie diverse e non può essere usato più di un oggetto della stessa categoria.
Una volta creata una magia, essa viene depositata sullo scaffale. Per utilizzare una magia basta inserire la sfera dentro il calderone: fatto questo è possibile, tramite i due controller, lanciare i vari incantesimi a proprio piacimento. Gli incantesimi possono interagire con tutto ciò che è presente nella stanza.

### Il grammofono
Alla sinistra del calderone è presente un grammofono che può riprodurre 5 diverse tracce musicali, selezionate tramite un pulsante; è inoltre possibile regolare il volume tramite l'apposita manopola.

### Lo xilofono
A destra è presente uno xilofono colorato che può essere suonato dal giocatore. Inoltre, lo xilofono è un portale per altre dimensioni, utilizzabile tramite piccole sfere di vetro: esse, una volta raccolte, mostrano una sequenza di note da riprodurre sullo strumento. Fatto questo, si apre un portale che può essere varcato toccandolo con una mano.

### La piuma
Accanto al grammofono si trova una piuma che permette al giocatore di scrivere con un tratto color ciano su qualsiasi superficie della stanza.

### La caccia al tesoro di Skully
Sul muro dalla parte opposta della finestra vi è un piccolo mobiletto di legno chiuso da un lucchetto che non può essere aperto finché non viene completata una caccia al tesoro. In giro per la stanza sono sparpagliati dei foglietti sui quali sono scritti vari indizi che guideranno il giocatore verso la chiave.
All'interno del mobile sono presenti due bacchette magiche, quattro copricapi ispirati a diverse epoche storiche e un libro: artefatti che appartenevano a Skully, prima che perdesse il suo corpo.

### Le sfide
All'interno della torre il giocatore può completare due sfide. La prima è la sfida della balestra, che consiste nel colpire 60 bersagli che appariranno a mezz'aria. La seconda è la sfida della spada, in cui utilizzando una spada di luce il giocatore deve tagliare 60 sfere rosse lanciate da una statua. Entrambe le sfide ricompensano il giocatore con un trofeo, posto su una mensola accanto alla finestra.

### Il quadro degli obiettivi
Accanto alla porta è appeso un quadro dove sono registrati tutti gli obiettivi completati dal giocatore (indicati con un piccolo disegno o una sagoma nera nel caso non siano stati completati). Il giocatore può ricevere dei consigli guardando direttamente una delle sagome nere: sotto di esse apparirà una scritta bianca dove sarà spiegato cosa fare per sbloccare l'obiettivo.

### Pozioni segrete
Esistono tre pozioni che non vengono esplicitamente mostrate al giocatore: esse sono nascoste in giro per la stanza e possono essere bevute simulando lo stesso movimento che si farebbe nella vita vera. Esse sono la pozione Little, la pozione Giant e la pozione Sight.
Nell'ordine, esse permettono al giocatore di diventare molto piccolo, molto grande oppure fanno apparire svariati occhi sulle sue mani.

## Magie standard
| Nome        | Effetto |
| ----------- | --- |
| Air Drawing | Permette al giocatore di disegnare in aria e di interagire con i disegni.                                                                 |
| Fireball    | Tenendo la mano chiusa si genera una palla di fuoco che può essere lanciata.                                                              |
| Weightless  | Ogni oggetto toccato dal giocatore non è più affetto da gravità.                                                                          |
| Simphony    | Ogni oggetto toccato dal giocatore genera una nota musicale.                                                                              |
| Transmute   | Trasforma gli oggetti toccati dal giocatore in farfalle.                                                                                  |
| Conductor   | Permette al giocatore di controllare gli oggetti nella stanza come un direttore d'orchestra.                                              |
| Puppeteer   | Permette di tracciare i movimenti di un oggetto tenuto in mano; i movimenti verranno ripercorsi all'infinito una volta deposto l'oggetto. |
| Firework    | Gli oggetti toccati dal giocatore volano in aria e si trasformano in fuochi d'artificio.                                                  |
| Magnetize   | Stringendo le mani a pugno è possibile attirare a sé gli oggetti e poi farli volare via.                                                  |
| Miniturize  | Gli oggetti toccati dal giocatore si rimpiccioliscono.                                                                                    |
| Supersize   | Gli oggetti toccati dal giocatore si ingrandiscono.                                                                                       |
| Polymorph   | Trasforma gli oggetti toccati dal giocatore in rane che saltano per la stanza.                                                            |

## Magia naturale
Una volta entrato nel cortile il giocatore potrà notare l'assenza di sfere magiche e calderoni: questo perché non è possibile utilizzare le magie standard che si trovano all'interno della torre, che sono sostituite dalla magia naturale.
Su alcuni muri del cortile sono presenti dei fogli che spiegheranno al giocatore come accumulare e utilizzare questo nuovo tipo di magia. Per farlo basterà mettere avanti le braccia, formare un pugno con le mani e spostarle verso di sé: facendo così appariranno delle particelle colorate che seguiranno le mani del giocatore.
Queste particelle hanno due utilizzi: possono essere lanciate su oggetti e nemici permettendo al giocatore di spostarli a proprio piacimento, oppure tramite vari gesti e movimenti è possibile utilizzare diversi tipi di magie, alcune istantanee ed alcune che dureranno nel tempo.
| Nome                    | Effetto |
| ----------------------- | --- |
| Spectral Blade          | Spostando la mano dall'alto verso il basso è possibile generare dai propri pugni una lama spettrale che può essere utilizzata per colpire i nemici. Dopo ogni attacco la lama perde alcune particelle e viene distrutta. |
| Spectral Shield         | Incrociando le braccia è possibile generare uno scudo su uno dei due avambracci. Con questo scudo è possibile parare gli attacchi.                                                                                       |
| Sonic Scream            | Facendo un cerchio con indice e pollice e portandolo alla bocca è possibile effettuare un urlo sonico capace di spazzare via i nemici.                                                                                   |
| Tornado                 | Effettuando un movimento circolare con le mani le particelle si trasformeranno in un tornado. |
| Neutron Orb & Explosion | Unendo le due mani a conchiglia è possibile concentrare le particelle in una sfera che può essere successivamente lanciata. Muovere le mani velocemente verso i lati del corpo genera invece un'esplosione.              |
| Spectral Orb            | Muovendo la mano come se si stesse tirando una palla da bowling è possibile generare una sfera trasparente lanciabile che danneggia tutto ciò che colpisce.                                                              |
| Lightning               | Sfregando le mani l'una con l'altra vengono generati vari fulmini direzionabili. |

## Accoglienza
Il gioco, fin dagli albori nel 2016 come demo, è stato molto apprezzato dal pubblico per il suo utilizzo di luci e colori sgargianti quando vengono utilizzate le varie magie. L'espansione Natural Magic è stata accolta con diverse recensioni positive che lodano il nuovo sistema completamente diverso e ancora più interattivo del precedente.
Secondo everyeye.it, che nota che l'espansione introduce per la prima volta un mondo generato proceduralmente, il gioco è definibile come una "avventura horror dai toni scanzonati".
VR:RVW descrive il gioco soprattutto come una vetrina per le possibilità della realtà virtuale. La pubblicazione sottolinea che l'ambientazione è dettagliata e ricca di umorismo e che consente di sperimentare la realtà virtuale in modo accessibile a tutti.
roadtovr.com dichiara che il sistema magico dell'espansione e il livello di perfezione in ogni aspetto sono notevoli, ma che il ritmo complessivo del gioco è un po' lento. Si afferma che Waltz of the Wizard è sempre stato meritevole di essere giocato, anche solo per i suoi gadget divertenti e i momenti di esplorazione che offre. Si conclude affermando che Natural Magic è un eccellente add-on.